# Salta
Salta est une ville d'Argentine, capitale de la province de Salta. Elle est située au pied oriental de la Cordillère des Andes, dans la fertile vallée de Lerma, à 1 187 m d'altitude. Dans les dernières décennies, l'aire urbaine s'est étendue et a atteint des localités voisines, formant ce qu'on appelle le Grand Salta. Avec une population de 535 303 habitants en 2010, c'est la deuxième cité du Nord du pays après San Miguel de Tucumán.

## Généralités
Située dans le nord-ouest argentin, Salta est la plus grande ville de cette région. Sa situation géographique en fait un lieu stratégique pour les communications avec la Bolivie et le nord du Chili.
Elle est aussi au centre d'une importante région agricole : maïs, tabac, céréales, canne à sucre, etc. s'exportent en Europe via Buenos Aires, ou en Californie et dans les marchés du Pacifique par le port chilien d'Antofagasta. L'aéroport international General Martín Miguel de Güemes, situé au sud-ouest de la ville, offre des vols quotidiens vers d'autres villes argentines : Buenos Aires, Córdoba, San Miguel de Tucumán. Il existe aussi des vols hebdomadaires vers Santa Cruz de la Sierra, en Bolivie.
La ville est un siège épiscopal. Elle compte deux universités (l'une d'entre elles est l’Universidad Nacional de Salta), de nombreuses institutions d'éducation supérieure, divers musées et des bibliothèques.
Célèbre pour son architecture coloniale, elle est devenue ces dernières années un important centre de tourisme ; on la surnomme Salta la Linda (Salta la Belle).

## Population
La ville comptait, d'après l'INDEC, 462 051 habitants en 2001, soit une croissance de 25,7 % vis-à-vis des 367 550 de 1991. La zone métropolitaine du Grand Salta avait quant à elle 468 583 habitants la même année.
Selon les estimations de l'INDEC (institut argentin des statistiques) pour 2010, la population de l'agglomération se monte à 536 000 habitants, ce qui représente près de la moitié de la population totale de la province.
Ceci en fait la huitième agglomération d'Argentine du point de vue population.
La population est métissée, blancs et indiens ; les blancs sont majoritaires.

## Histoire
La ville de Salta fut fondée le 16 avril 1582 par l'Espagnol Hernando de Lerma, qui exécutait les ordres du vice-roi du Pérou, Francisco de Toledo, afin d'y créer une escale pour les communications entre Lima et la lointaine Buenos Aires. Durant la période coloniale, la population prospéra rapidement car la ville fournissait des matières premières pour l'opulente Potosí. Salta fit partie de la vice-royauté du Pérou jusqu'en 1776, lorsque la couronne espagnole créa la Vice-royauté du Río de la Plata. En 1783 elle fut désignée capitale de l'Intendance de Salta del Tucumán.
À l'époque de la Révolution, la ville fut le quartier général des expéditions dans le Haut-Pérou (Bolivie occidentale actuelle). En lutte contre les realistas (ou royalistes) espagnols et pro-espagnols, les escadrons de gauchos (cavaliers paysans) sous le commandement du général Güemes se distinguèrent particulièrement. En 1813, les troupes argentines sous les ordres de Manuel Belgrano obtinrent une victoire décisive sur les realistas lors de la bataille de Salta, et ce grand succès militaire laissa pratiquement libre la plus grande part du territoire argentin.
Après l'indépendance (proclamée en 1816), la ville se trouva économiquement ruinée et tomba dans la décadence pendant une bonne partie du XIXe siècle. Cependant, vers les années 1890, avec l'arrivée du chemin de fer et l'immigration définitive de nombreux Espagnols, Italiens et Arabes (Syriens et Libanais en particulier), l'économie locale acquit une nouvelle vigueur.
Depuis le milieu du XXe siècle, la ville connaît une croissance démographique accélérée, passant de 115 000 habitants en 1960 à presque 500 000 en 2001.

## Architecture et curiosités
Salta est la ville argentine qui a le mieux préservé son architecture coloniale. Elle possède d'importantes constructions, comme le Cabildo (mot espagnol signifiant ici bâtiment du conseil municipal), la Cathédrale et l'église San Francisco.
Le Cabildo est l'édifice colonial le plus ancien de la cité. Les travaux de construction débutèrent vers 1780 sous la direction d'Antonio de Figueras. Sa tour ne fut élevée que plusieurs années après. Plus tard encore, le Cabildo fut partiellement démoli : la salle capitulaire disparut. En 1945, il fut restauré par l'architecte Mario Buschiazzo, qui participa également à la reconstitution de l'original du Cabildo de Buenos Aires et à la reconstruction de la Casa de la Independencia. Le Cabildo de Salta est le Cabildo le plus complet et le mieux conservé d'Argentine.
Actuellement, il est le siège de deux musées : le Musée Historique du Nord à l'étage inférieur et le Musée Colonial et des Beaux-Arts, au niveau supérieur.
La cathédrale de Salta fut construite à l'endroit où se situait la première église majeure de la ville. L'édification date de la seconde moitié du XIXe siècle. Elle est inscrite monument historique national. Dans l'abside a été aménagé le Museo Catedralicio (musée de la cathédrale).
L'Iglesia de San Francisco (église Saint-François) est un des plus beaux édifices religieux de style néoclassique du XIXe siècle en Argentine. Sa façade et ses murs rouges apparaissent souvent sur les cartes postales de la ville.
Le Museo de Arqueología de Alta Montaña (musée archéologique de haute montagne), en abrégé MAAM, est aussi une des grandes attractions du centre de la ville. On y expose les éléments découverts dans un sanctuaire de haute montagne de la civilisation inca, y compris les
Momias de Llullaillaco (momies découvertes au sommet du volcan Llullaillaco).
Parmi les autres lieux d'intérêt, il y a les musées des Beaux-Arts (Bellas Artes) et de la ville, la Legislatura (parlement provincial) et la maison de Martín Miguel de Güemes.
Dans un tout autre domaine, c'est à Salta que le Tren a las Nubes (ou Train des nuages) commence son parcours. La voie ferrée effectue une promenade particulière dans la région de la Puna, un haut-plateau (Altiplano) quasi désertique, avec de saisissants contrastes tout au long de son parcours. Ce train réalise l'ascension de la Cordillère des Andes dans la province de Salta. Une de ses destinations est la ville de San Antonio de los Cobres. Mais la voie ferrée continue en fait au Chili, jusqu'au port d'Antofagasta sur l'Océan Pacifique.
Depuis la cime du Cerro San Bernardo, qui domine la ville de 200 m, on a une superbe vue de la cité et de la Vallée de Lerma.

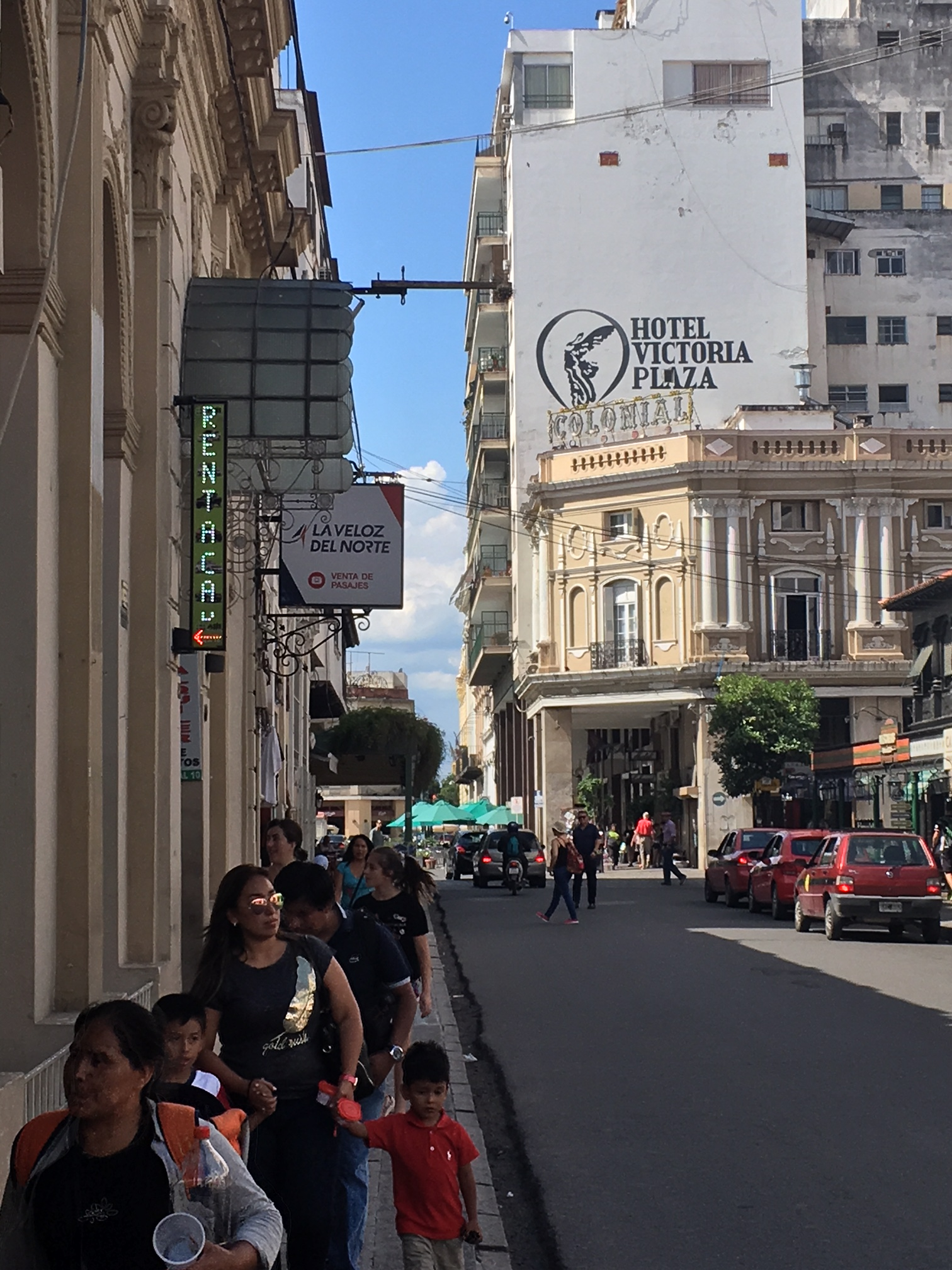
La rue Buenos Aires dans le centre-ville
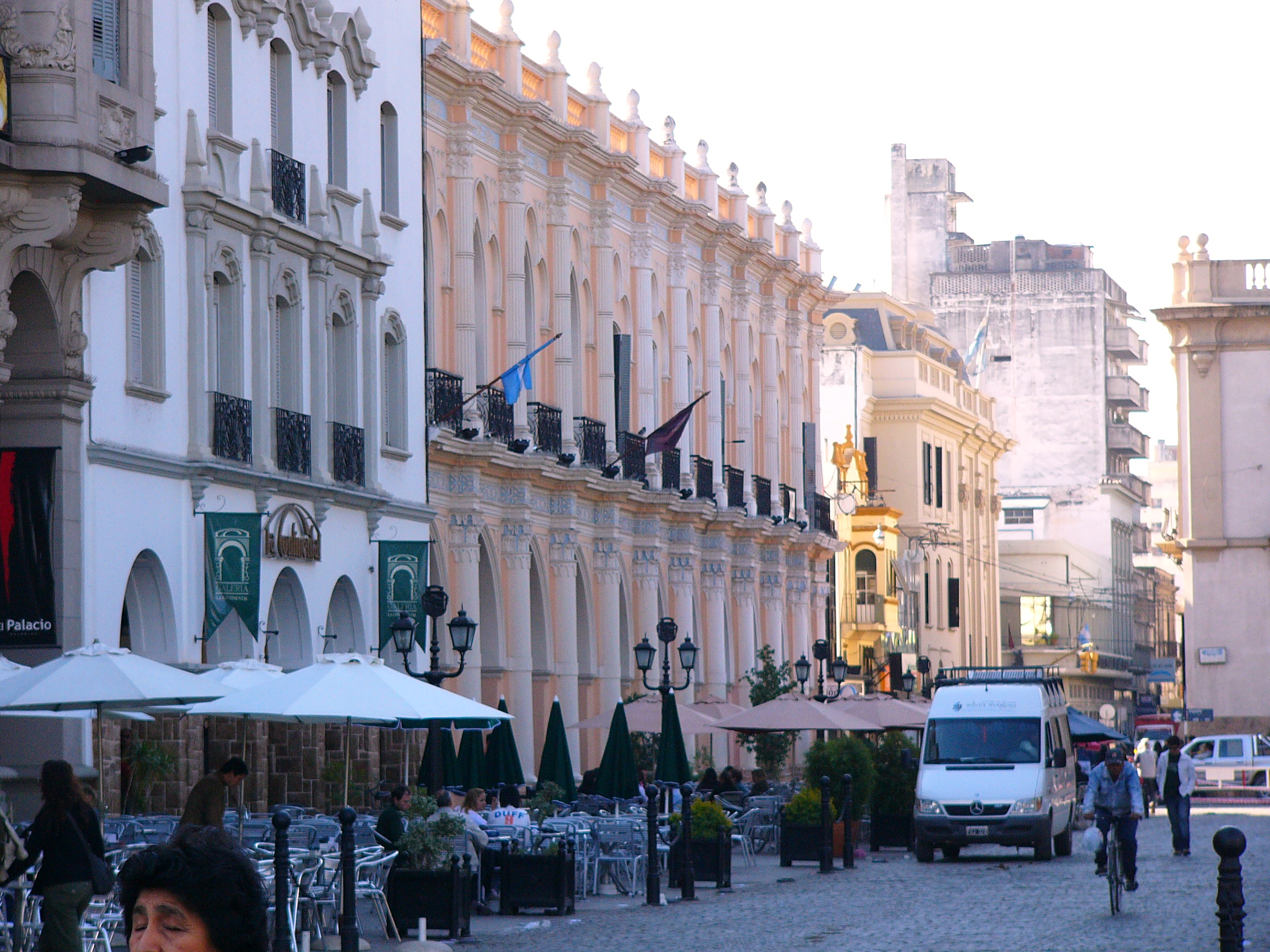
Vue d'une façade Mitre
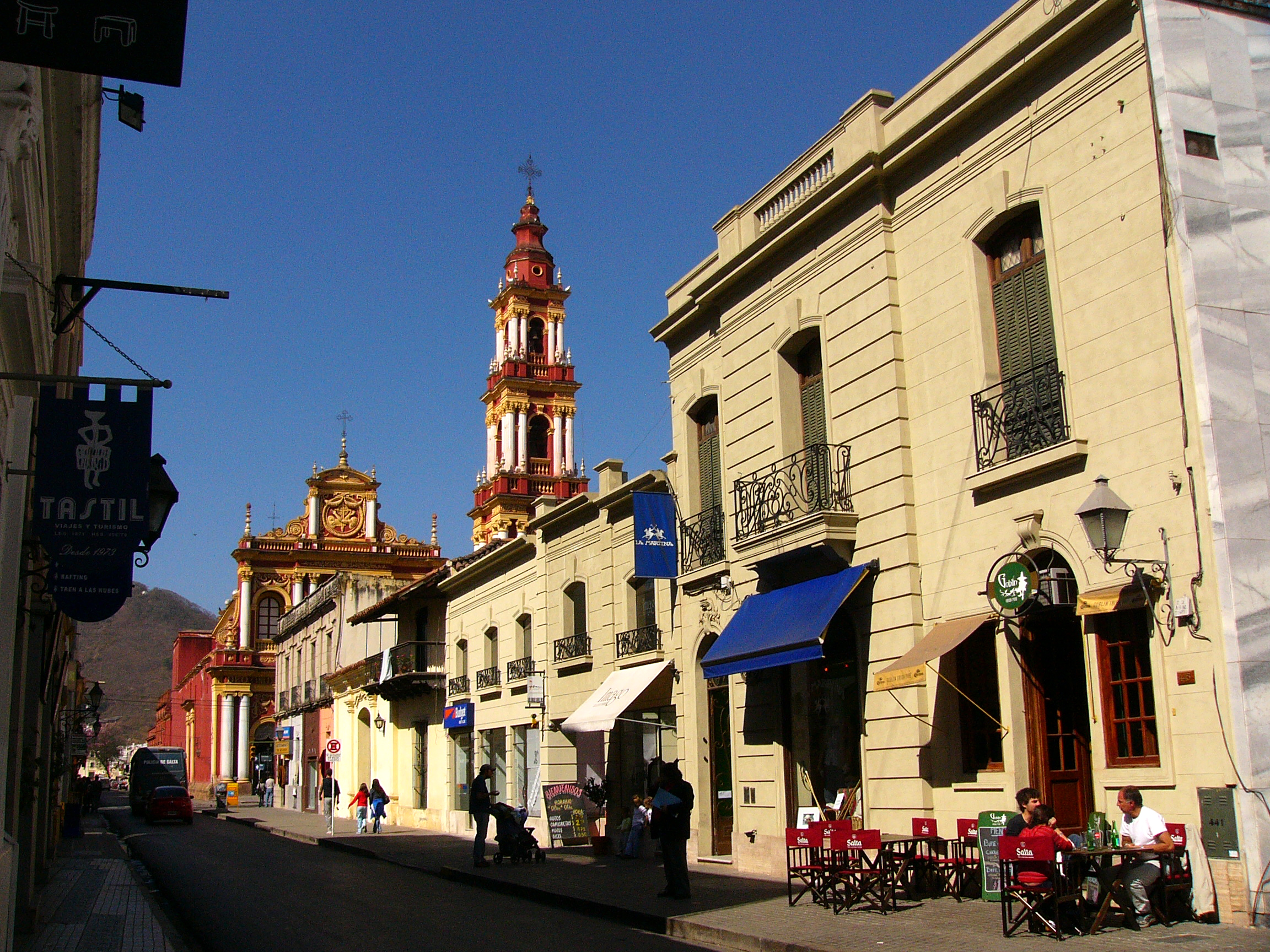
Façade de la rue Casero, église San Francisco
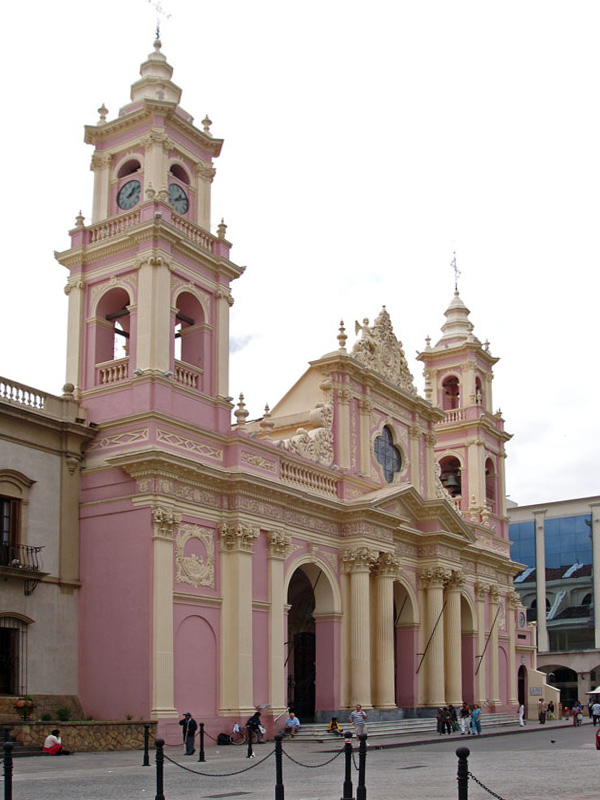
La cathédrale de Salta
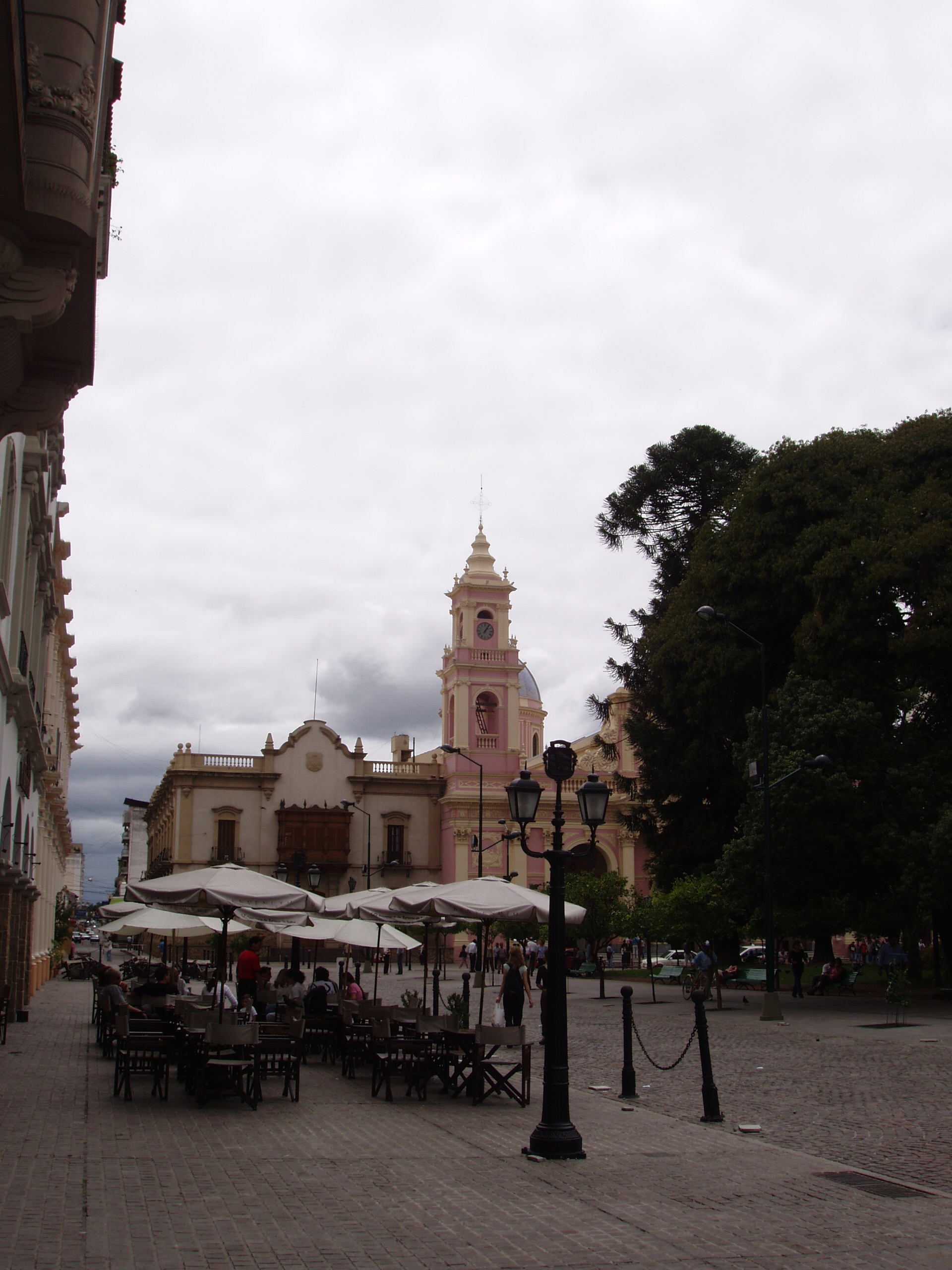
Vue du secteur central de la ville
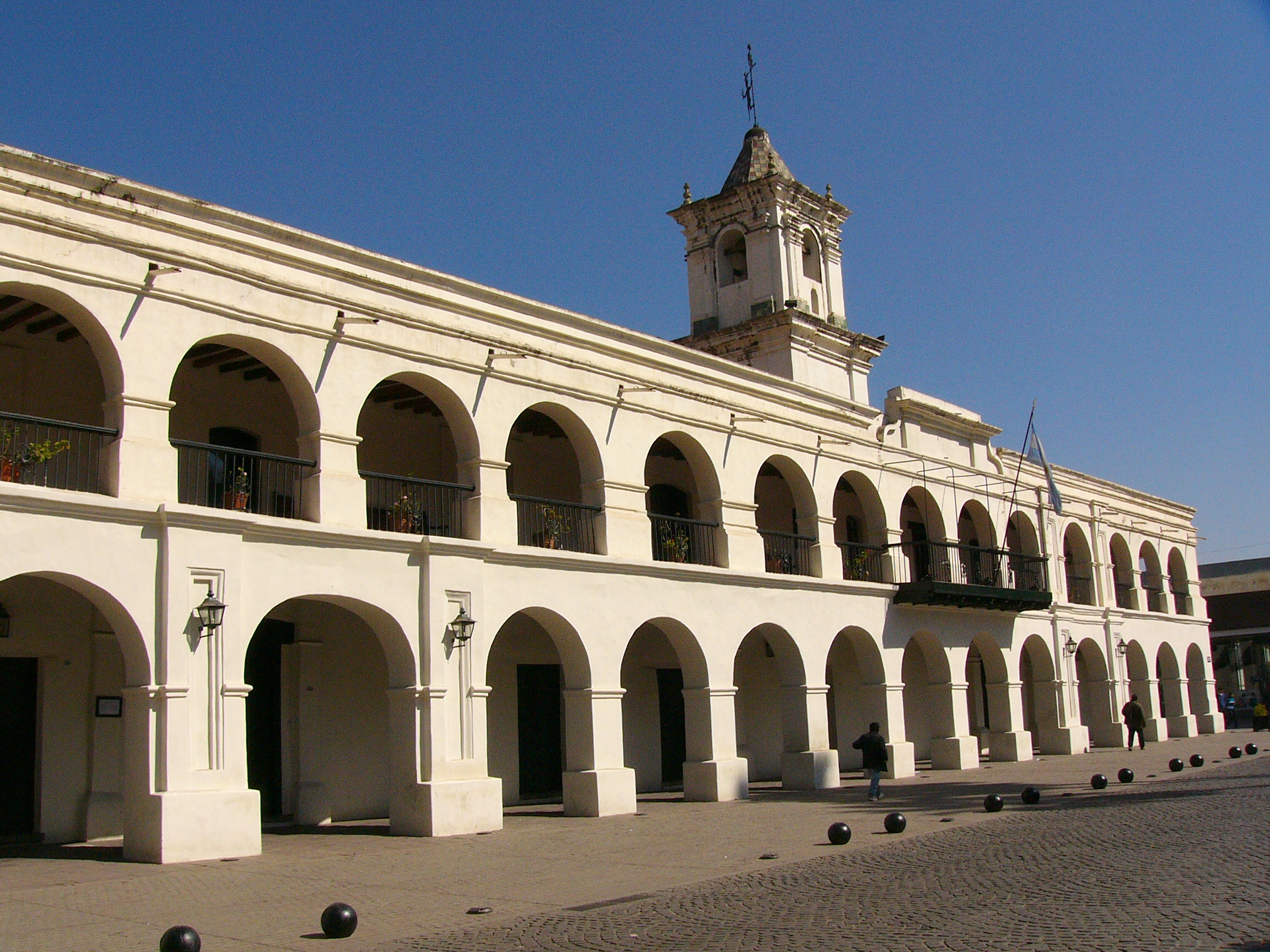
Le Cabildo colonial de Salta
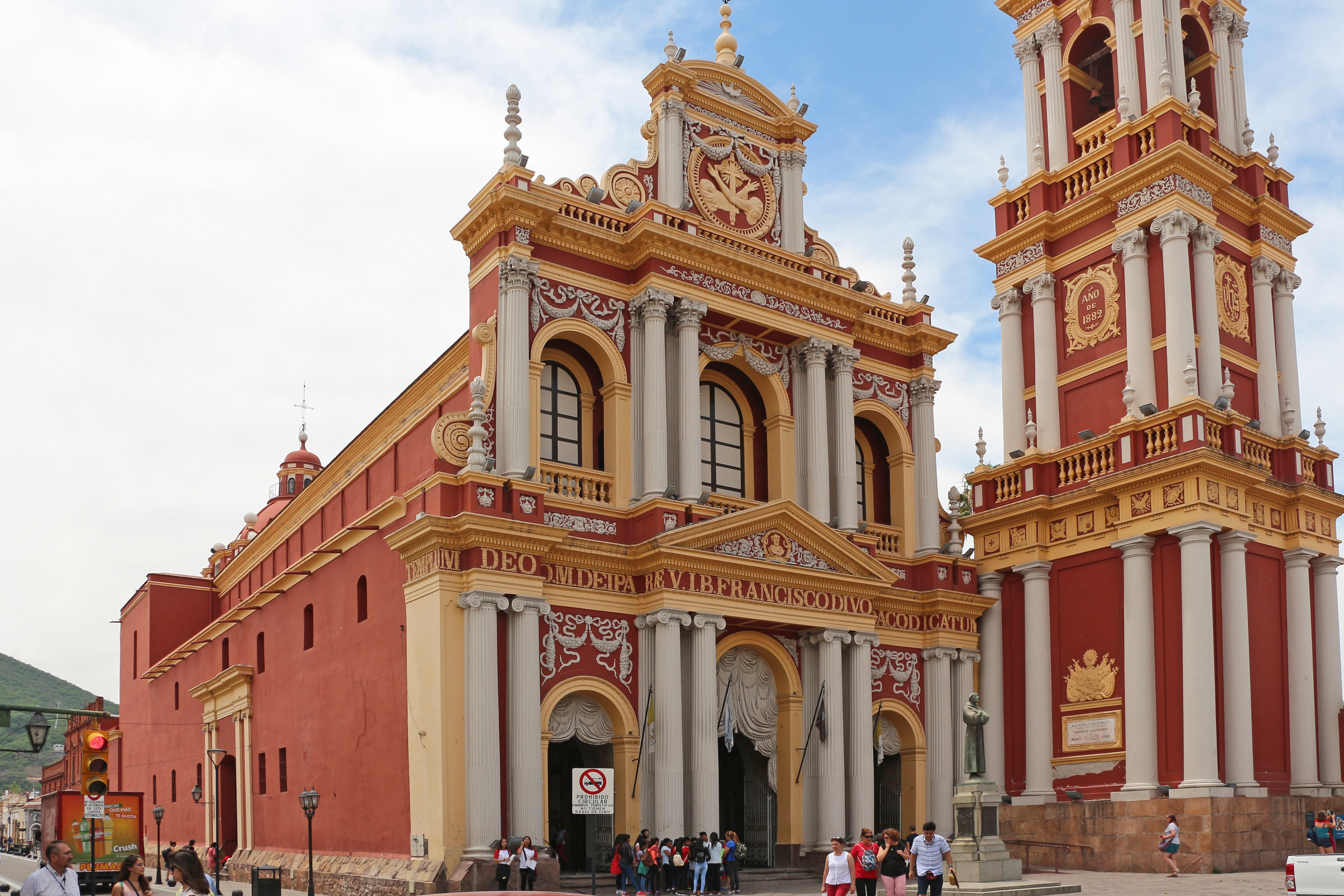
Iglesia San Francisco
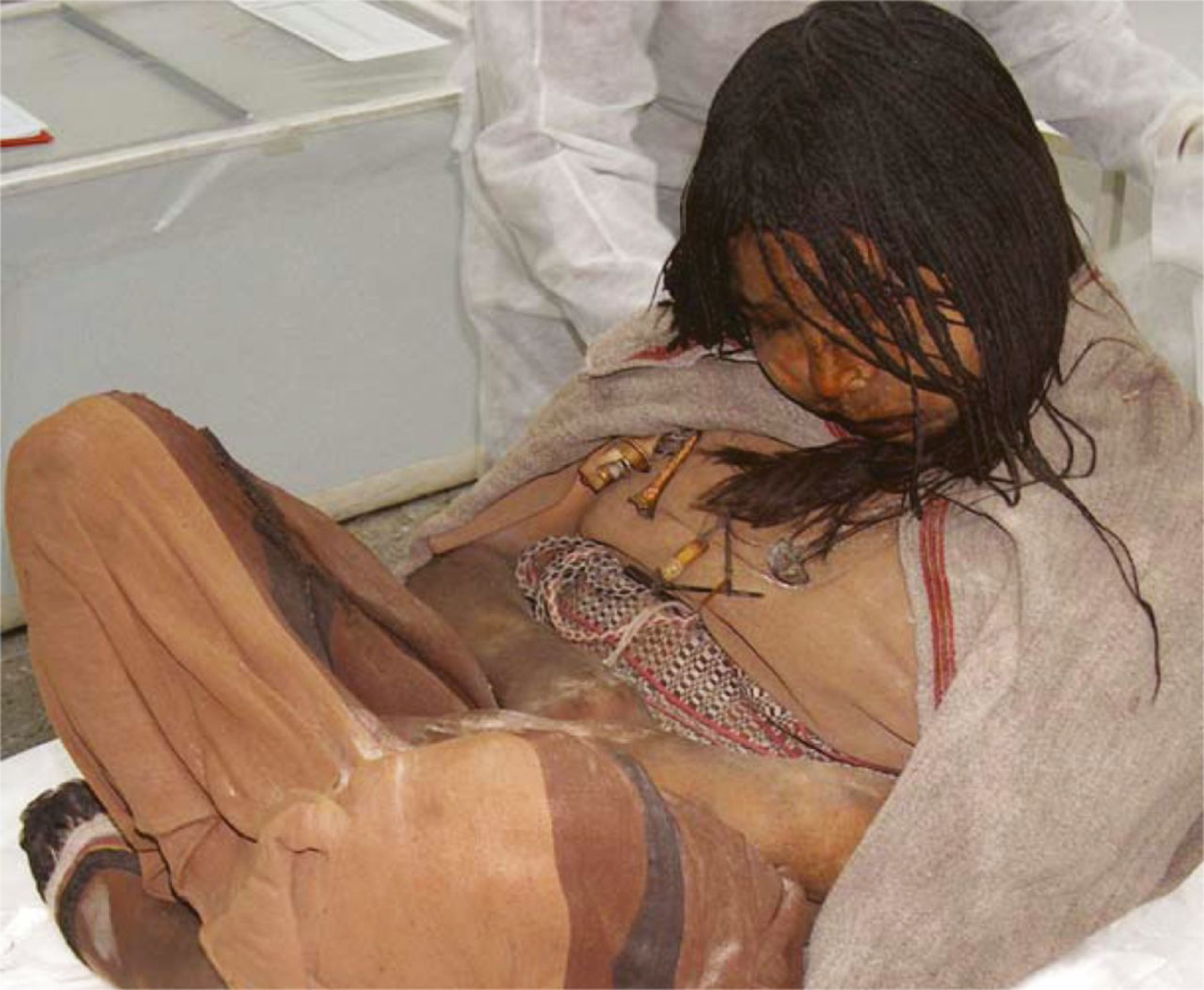
Une momie du MAAM
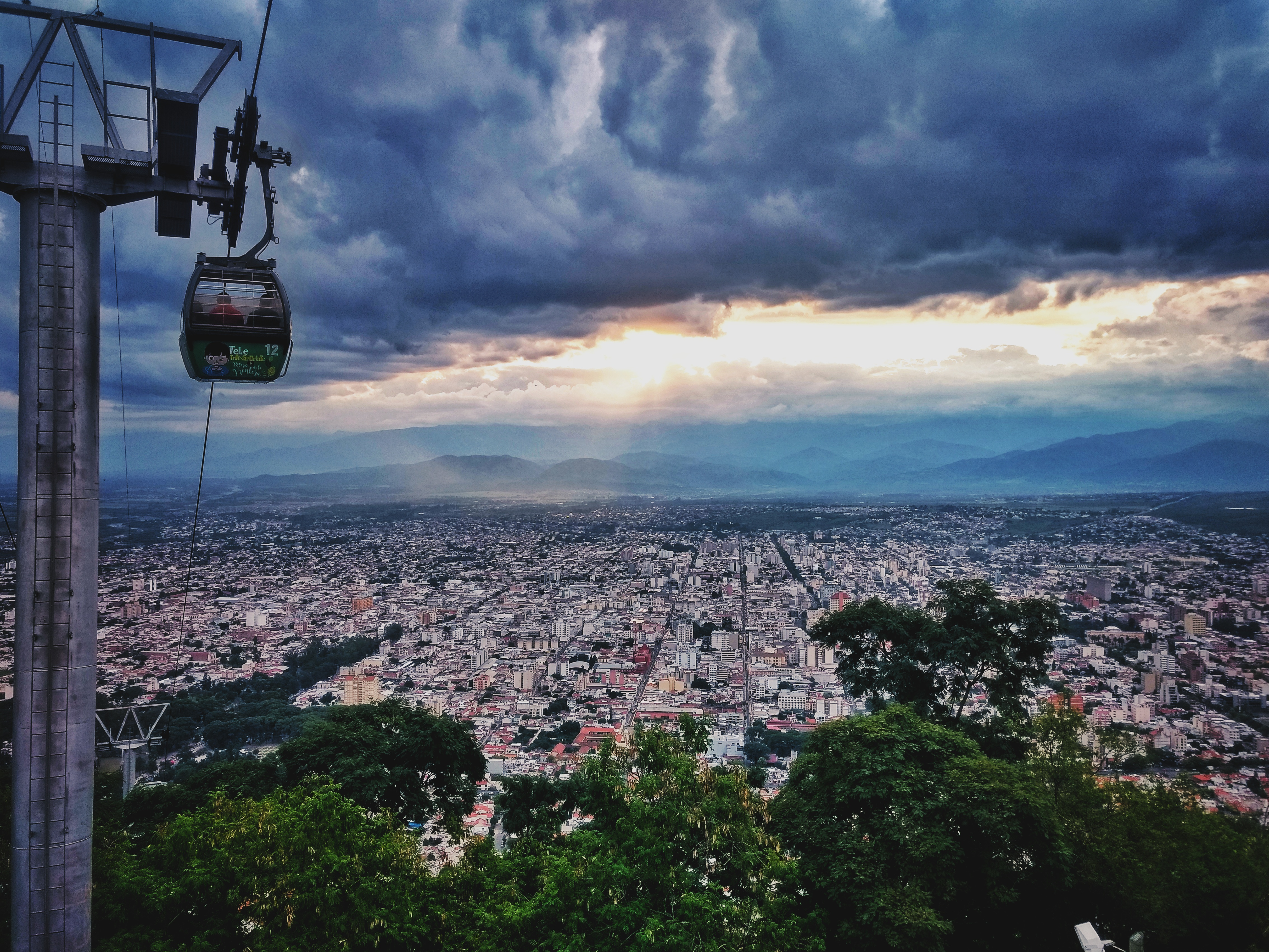
Vue générale de la ville depuis le Cerro San Bernardo

## Vie culturelle
Le carnaval de Salta fait écho à ceux du Brésil.

## Artistes reconnus de Salta
Aujourd'hui, il existe de nombreuses institutions qui cultivent les lettres, la peinture, la sculpture, la danse, la musique et autres formes d'expression artistique.
Au milieu du XXe siècle, il y avait à Salta un intéressant mouvement littéraire dont les représentants les plus célèbres étaient Vicente Solá et les poètes Juan Carlos Dávalos, Manuel J. Castilla, José Ríos et Walter Adet. Dans le domaine de la musique, on peut citer Jaime Dávalos, Eduardo Falú, Gustavo "Cuchi" Leguizamón, Dúo Salteño, Los Chalchaleros, Los Fronterizos, Los Cantores del Alba, Hernán Figueroa Reyes, Dino Saluzzi, Daniel Tinte, Julia Elena Dávalos et Los Nocheros, parmi d'autres.
Un groupe d'artistes et d'écrivains organise des récitals poétiques de rue, organisés par le mouvement Joaquina Cultural, sur l'Avenida San Martín au 1200, une zone typiquement bohème. Les poètes Lucio Walter Erazú et Aníbal Aguirre sont les principaux moteurs de ce groupe, parmi d'autres auteurs de Salta. Dans cette zone se trouvent également le mythique Boliche Balderrama et le Paseo de los Poetas, une œuvre réalisée le long du canal de la rue Esteco. Par ailleurs, dans le domaine de la musique classique, la figure du professeur de piano Alberto Prevot s'est démarquée au fil des décennies, formant des générations de pianistes dans la ville.
L'Orchestre symphonique de Salta est une autre institution culturelle majeure de la ville. Le Centre culturel América et le Musée d'Art Contemporain (MAC), tous deux situés en face de la place principale de la ville, proposent un calendrier varié d'expositions d'artistes plasticiens et d'autres événements tout au long de l'année.
Il existe de nombreux groupes de théâtre et de marionnettes dans la ville de Salta, en voici quelques-uns : le Théâtre de Marionnettes Leomar, Stress, le Théâtre Communautaire Alas, La Sardinera del Norte, Sensaciones, Manicomedia, Peso Neto Teatro, El Cofre, La Banda de los Notables Cuchufletos, El Ucumar, La Patota Teatral, Las Tablas, El Eje Teatro, Espacio Inverso, Arpi, Majarete, Bajofondo, Identikit, Espacio, La Suripanta, El GIT, NN Desaparecidos, El Umbral, El Altillo, La Faranda, Los Títeres de Gabriel Castilla, Títeres de Guiñol y Boca, La Tiendita Mágica, La Luna Mimosa, A punto de ser pez.
Il existe trois générations définies dans ce domaine artistique, la première étant composée d'acteurs tels que : Rafael Monti, Mari Gerbino, Ana María Parodi, Eduardo Siuffi, José Antonio Lázzari, Elsa Mamaní, Cecilia Sutti, Alma Canobio, Nena Córdoba, parmi beaucoup d'autres ; la deuxième génération est composée d'Antonio Muñoz, Danny Veleizan, Claudia Mendia, Cristina Idiarte, Carol Betrán, Pablo Aguierre, Pablo Dragone, Luciana Rajal, Graciela Cruz, Cristian Villareal, parmi beaucoup d'autres ; enfin, la génération des jeunes est composée de Pía Carballo, Marité Cervera, Rocío Paredes, Manuela de la Cruz, Nicolás Obregón, Bernabé Bustos, Mariano Madrazo, Esteban Trejo, Carolina Córdoba, parmi beaucoup d'autres.
Dans le domaine de l'art cinématographique, il convient de souligner la nouvelle génération de jeunes réalisateurs, parmi eux Lucrecia Martel, réalisatrice de "La ciénaga" (2001), "La niña santa" (2003) et "Zama" (2017), entre autres, ainsi que Rodrigo Moscoso, réalisateur de "Leo 16" (1997) et "Modelo 73" (2001).
La ville compte également des espaces d'art indépendants, tels que Mamoré, Galerie d'Art, dirigée par Juan Blanco. La Ventolera est un espace où l'on organise des spectacles de théâtre, de marionnettes, des expositions, de la musique live et des ateliers, menés par le projet d'Andrea García, Marianela Torino, Carmen Ruíz de los Llanos, Daniela Ulm, Ana Azurmendi, Juan de la Cruz, Cecilia Toconás et Silvia Martínez. La librairie Rayuela, dirigé par Ana María Benedetti, consacre un espace aux expositions d’arts visuels.
Depuis le début du XXIe siècle, il y a eu un renouveau des arts plastiques dans la ville de Salta, et plusieurs artistes plasticiens se distinguent, tels que Roly Arias, María Laura Buccianti, Alfredo Muñoz, "Yayo" Pellegrini, Soledad Dahbar, Ana María Benedetti et Julien Guinet, entre autres.
Chaque année, à l'occasion de l'anniversaire de la fondation de la ville, le Festival culturel d'avril de Salta est organisé, avec des expositions d'art, des concerts, des soirées littéraires et d'autres événements de premier plan.

## Climat
Située à plus de 1 000 m d'altitude, Salta bénéficie d'un climat tempéré à doux, mais avec des saisons bien marquées. Les températures moyennes y oscillent en effet entre 3 et 29 °C. La continentalité exacerbe les contrastes de température.
Le plus notable est la division de l'année en deux grandes saisons : la saison d'été avec des pluies abondantes de novembre à mars, et la saison d'hiver ou saison sèche, avec un niveau de précipitations très bas d'avril à octobre.
Les gelées ne sont pas rares en juillet, durant l'hiver austral.

## Sports
À Salta, comme dans le reste de l'Argentine et en bien d'autres pays, le football est le sport le plus populaire. Les clubs principaux sont le Club Central Norte, le Club Juventud Antoniana, et le Club de Gimnasia y Tiro de Salta. Les deux premiers participent au Tournoi Argentin A, tandis que le dernier, très populaire, participe au Tournoi Argentin B.
D'autres sports fort répandus sont le baseball (les joueurs locaux sont parmi les meilleurs du pays), le basket-ball, le volleyball et les sports de montagne (alpinisme, etc.).
Les fins de semaine, des milliers de salteños montent les 1070 marches de l'escalier qui mène au sommet du Cerro San Bernardo pour y pratiquer l'aérobic, pour s'exercer ou pour admirer le splendide panorama de la ville.
Depuis quelques années, la mode du trail-running a conquis la ville, qui attire désormais des centaines de coureurs lors d'évènements comme le Raid de los Andes.

## Problèmes et défis de la ville
La ville souffre de graves problèmes d'urbanisme dus à la croissance démesurée et sans planification du dernier demi-siècle. Jusqu'aux années 1950, la ville croissait selon un plan en damier, avec des rues droites se coupant à angle droit. Mais à partir de cette époque, l'arrivée de migrants provenant des zones rurales et le grand nombre de naissances, surtout parmi la population pauvre, additionnés au manque de planification des autorités communales, eurent pour effet que la capitale provinciale se répandit aux alentours de manière irrégulière et disproportionnée.
La ville, qui s'étend sur 25 km du nord au sud et sur quelque 10 km d'est en ouest, a donc mal grandi. Il y a de grands secteurs qui ressemblent à des labyrinthes. Le quartier de Tres Cerritos, par exemple, dans la zone nord-est de la ville, possède des rues sinueuses, désorganisées et disparates. Dans les quartiers de la zone sud-ouest (San José, Santa Lucía, etc.), il n'existe aucune rue qui soit rectiligne sur plus de 200 m.
Un autre grave problème est celui des transports publics et du trafic en général. Les autobus vétustes qui circulent dans la ville, la présence de nombreux taxis, dont beaucoup circulent sans autorisation et le mauvais état de la voirie, rendent le trafic en ville extrêmement chaotique.

## Le «Tren de las Nubes»
Depuis Salta, le Tren de las Nubes ou Train des nuages, est un train touristique existant depuis 1972. Il part chaque jour pour un voyage à travers les Andes, enjambant de profonds ravins et escaladant de hautes montagnes, avant d'arriver à la ville de San Antonio de los Cobres, à 3 775 m d'altitude.

## Aéroport
- Aéroport de Salta : coordonnées : 24° 51' 21" sud - 65° 29' 10" ouest, code AITA : SLA. Il est doté de deux pistes asphaltées qui sont à une altitude de 1243 mètres.